# Love, God, Murder
Love, God, Murder — бокс-сет американского кантри-певца Джонни Кэша, изданный 23 мая 2000 года лейблами Legacy Recordings и Columbia Records. В него вошли три тематических диска с песнями, которые Кэш выбрал из своего каталога. Love включает в себя песни об отношениях, в основном написанные для Джун Картер Кэш. God — это коллекция музыки госпел и духовных песен. Murder — ещё одна постоянная тема в карьере Кэша и, возможно, его любимая тема, которую он призывал людей «не выходить и не делать». Каждый альбом был выпущен отдельно в один и тот же день. В 2004 году была выпущена четвёртая компиляция Life.
Несмотря на то, что альбомы, вошедшие в бокс-сет, являются сборниками, они демонстрируют многолетнюю привязанность Кэша к выпуску концептуальных альбомов. Примерами предыдущих тематических альбомов Кэша являются Bitter Tears: Ballads of the American Indian (1964), Sings the Ballads of the True West (1965), America: A 200-Year Salute in Story and Song (1972) и The Rambler (1977).
Каждый из трёх дисков содержит пояснительные записки знаменитостей. Так, на диске Love есть примечания жены Кэша, Джун Картер Кэш, фронтмен группы U2 Боно написал примечания к фильму God, а на диске Murder примечания написал кинорежиссёр Квентин Тарантино.

## История
Каждый из трёх дисков этого бокс-сета состоит из 16 песен, посвящённых одной теме: любви (Love), Богу (God) и убийству (Murder). И каждый из трёх дисков можно приобрести отдельно. Здесь есть несколько известных классических песен, которые уже знает (и, скорее всего, знает) практически каждый, кто собирается купить этот диск: «I Walk the Line», «I Still Miss Someone», «Ring of Fire», «Folsom Prison Blues» и «The Long Black Veil». Однако основной акцент сделан на LP-треках, B-сайдах и концертных записях, которые, вероятно, не будут знакомы даже умеренному поклоннику Кэша; есть также три трека середины 60-х, ранее не издававшиеся в США, хотя ни один из них не является особенно выдающимся. И каждый из дисков украшен примечаниями Кэша и какой-либо знаменитости: его жены Джун Картер — для «Love», Боно из U2 — для «God», режиссёра Квентина Тарантино — для «Murder».

## Отзывы
| Оценки критиков | Оценки критиков |
| Источник        | Оценка          |
| --------------- | --------------- |
| Allmusic        | [ 1 ]           |
| Rolling Stone   | [ 2 ]           |

Альбом получил положительные отзывы музыкальной критики и интернет-изданий.
Ричи Унтербергер из Allmusic отметил, что «безусловно, на этом боксе много примечательной музыки, поскольку она была отобрана лично Кэшем из записей, охватывающих период с середины 50-х до середины 90-х годов, но в основном это период 1955—1970 годов. Но все равно остаётся вопрос: кто именно найдёт этот бокс полностью удовлетворительным? Не среднестатистический поклонник Кэша, которому нужен небольшой сборник величайших хитов с более знакомыми мелодиями. Не ярый фанат Кэша, у которого, вероятно, уже есть многое из этого, и которому, возможно, нужны более сбалансированные и основательные боксы, такие как те, что были выпущены на Bear Family для раннего материала Кэша. Это для промежуточных поклонников, для которых более традиционный бокс-ретроспектива The Essential Johnny Cash 1955—1983 станет первой остановкой».
Том Мун из Rolling Stone написал в рецензии, что «…вместо того чтобы выпустить очередную антологию величайших хитов или неудивительный набор оставшихся раритетов, для этой коллекции он проанализировал свою огромную продукцию так, как это сделал бы музейный куратор. В итоге он собрал контрастные точки зрения на основные темы — любовь, Бог, убийство, — которые всегда присутствовали в его творчестве. Love God Murder — это не столько всеобъемлющий обзор его творчества, сколько исследование сил, которые формировали и управляли мифической Америкой Кэша — миром, включавшим в себя огрубевших на дорогах бродяг, радикальных истинно верующих и хладнокровных убийц в бегах. Диск Murder прослеживает эволюцию его стиля повествования на протяжении десятилетий, с 1955 по 1983 год, когда он рассказывал о несправедливости и мести, прослеживая множество способов, которыми его горловой рык соединяется с фирменным галопом. Love сравнивает то, что он знал о преданности в 1958 году, когда пел „I Still Miss Someone“, с тем, что он знал о ней в 1996 году, когда он исполнил „The One Rose (That’s Left in My Heart)“ со сдержанной, стальной недосказанностью. Что больше всего поражает в этих тщательно отобранных исследованиях, так это то, как много между ними совпадений. Кэшу не обязательно было петь о повешении, чтобы передать ощущение жизни на волоске: Смерть появляется в самой милой любовной песне или госпел-гимне. Неважно, дрожит ли он от одержимости любовника, издевается ли над равнодушием убийцы или молится о прощении, Кэш создаёт фразы, которые звучат не просто как музыка. Это моменты истины».

## Love
Первый тематический диск бокс-сета. Love включает в себя песни об отношениях, в основном написанные для Джун Картер Кэш.
| Оценки критиков | Оценки критиков |
| Источник        | Оценка          |
| --------------- | --------------- |
| Allmusic        | [ 3 ]           |

| №   | Название                                 | Автор(ы)        | Длительность |
| --- | ---------------------------------------- | --------------- | ------------ |
| 1.  | «I Walk the Line»                        | Cash            | 2:46         |
| 2.  | «Oh, What a Dream»                       | Cash            | 2:03         |
| 3.  | «All Over Again»                         | Cash            | 2:07         |
| 4.  | «Little at a Time»                       | Cash, Terry     | 1:57         |
| 5.  | «My Old Faded Rose»                      | Cash, Cash      | 2:53         |
| 6.  | «Happiness Is You»                       | Cash, Cash      | 2:57         |
| 7.  | «Flesh and Blood»                        | Cash            | 2:40         |
| 8.  | «I Tremble for You»                      | Cash, DeWitt    | 2:15         |
| 9.  | «I Feel Better All Over»                 | Rogers, Smith   | 2:04         |
| 10. | «Cause I Love You»                       | Cash            | 1:47         |
| 11. | «Ballad of Barbara»                      | Cash            | 3:49         |
| 12. | «Ring of Fire»                           | Carter, Kilgore | 2:39         |
| 13. | «My Shoes Keep Walking Back to You»      | Ross, Wills     | 2:26         |
| 14. | «While I've Got It on My Mind»           | Cash            | 2:21         |
| 15. | «I Still Miss Someone»                   | Cash, Cash      | 2:35         |
| 16. | «The One Rose (That's Left in My Heart)» | Lyon, McIntire  | 2:27         |

## God
Второй тематический диск бокс-сета. God — это коллекция музыки госпел и духовных песен.
| Оценки критиков | Оценки критиков |
| Источник        | Оценка          |
| --------------- | --------------- |
| Allmusic        | [ 4 ]           |

Ещё одна особенность карьеры Кэша — его привязанность к другой теме: госпел. God черпает из обширного каталога духовных песен, включающего альбомы Hymns by Johnny Cash (1959), Songs of Our Soil (1959), Hymns from the Heart (1962), Sings Precious Memories (1975), Believe in Him (1986) и My Mother’s Hymn Book (2004).
| №   | Название                                            | Автор(ы)                      | Длительность |
| --- | --------------------------------------------------- | ----------------------------- | ------------ |
| 1.  | «What on Earth Will You Do (For Heaven's Sake)»     | Cash                          | 2:09         |
| 2.  | «My God is Real»                                    | Morris                        | 2:01         |
| 3.  | «It Was Jesus»                                      | Cash                          | 2:06         |
| 4.  | «Why Me Lord?»                                      | Kristofferson                 | 2:22         |
| 5.  | «The Greatest Cowboy of Them All»                   | Cash                          | 3:58         |
| 6.  | «Redemption»                                        | Cash                          | 3:04         |
| 7.  | «Great Speckled Bird»                               | Carter, Smith                 | 2:11         |
| 8.  | «The Old Account»                                   | Traditional                   | 2:25         |
| 9.  | «Swing Low, Sweet Chariot»                          | Traditional                   | 1:53         |
| 10. | «When He Comes»                                     | Cash                          | 3:33         |
| 11. | «The Kneeling Drunkard's Plea»                      | Carter, Carter, Carter, Cash  | 2:33         |
| 12. | «Were You There (When They Crucified My Lord)»      | Traditional                   | 3:54         |
| 13. | «Man in White»                                      | Cash                          | 5:33         |
| 14. | «Belshazzar»                                        | Cash                          | 2:26         |
| 15. | «Oh, Bury Me Not (Introduction: A Cowboy's Prayer)» | Lomax, Lomax, Rogers, Spencer | 3:55         |
| 16. | «Oh Come, Angel Band»                               | Cash                          | 2:44         |

## Murder
Третий тематический диск бокс-сета. Murder — ещё одна постоянная тема в карьере Кэша и, возможно, его любимая тема, которую он призывал людей «не выходить и не делать».
| Оценки критиков | Оценки критиков |
| Источник        | Оценка          |
| --------------- | --------------- |
| Allmusic        | [ 5 ]           |

| №   | Название                                            | Автор(ы)           | Длительность |
| --- | --------------------------------------------------- | ------------------ | ------------ |
| 1.  | «Folsom Prison Blues»                               | Cash               | 2:52         |
| 2.  | «Delia's Gone»                                      | Silbersdorf, Toops | 2:18         |
| 3.  | «Mr. Garfield»                                      | Elliott            | 4:39         |
| 4.  | «Orleans Parish Prison»                             | Feller             | 2:30         |
| 5.  | «When It's Springtime in Alaska (It's Forty Below)» | Franks, Horton     | 2:40         |
| 6.  | «The Sound of Laughter»                             | Howard             | 2:38         |
| 7.  | «Cocaine Blues»                                     | Arnall             | 2:50         |
| 8.  | «Hardin Wouldn't Run»                               | Cash               | 4:22         |
| 9.  | «Long Black Veil»                                   | Dill, Wilkin       | 3:07         |
| 10. | «Austin Prison»                                     | Cash               | 2:10         |
| 11. | «Joe Bean»                                          | Freeman, Pober     | 3:09         |
| 12. | «Going to Memphis»                                  | Cash, Dew, Lomax   | 4:22         |
| 13. | «Don't Take Your Guns to Town»                      | Cash               | 3:05         |
| 14. | «Highway Patrolman»                                 | Bruce Springsteen  | 5:22         |
| 15. | «Jacob Green»                                       | Cash               | 3:06         |
| 16. | «The Wall»                                          | Howard             | 2:10         |

## Life
Четвёртый тематический диск бокс-сета.
| Оценки критиков | Оценки критиков |
| Источник        | Оценка          |
| --------------- | --------------- |
| Allmusic        | [ 6 ]           |

В результате успеха первых трёх сборников в 2004 году был выпущен четвёртый том, Life (90-й по счёту). В основном в него вошли песни о социальной и экономической борьбе. Все композиции были выпущены ранее, за исключением «I Can’t Go on That Way», ранее не издававшейся записи 1977 года.
| №   | Название                                                   | Автор(ы)               | Длительность |
| --- | ---------------------------------------------------------- | ---------------------- | ------------ |
| 1.  | «Suppertime»                                               | Ira Stanphill          | 2:51         |
| 2.  | «Country Trash»                                            | Johnny Cash            | 2:25         |
| 3.  | «The Night Hank Williams Came to Town»                     | Braddock, Williams     | 3:22         |
| 4.  | «Time Changes Everything»                                  | Duncan                 | 1:51         |
| 5.  | «I Talk to Jesus Every Day»                                | Tubb                   | 2:04         |
| 6.  | «You're the Nearest Thing to Heaven»                       | Atkins, Cash, Johnson  | 2:40         |
| 7.  | «I'm Ragged But I'm Right»                                 | George Jones           | 2:37         |
| 8.  | «These Are My People»                                      | Johnny Cash            | 2:38         |
| 9.  | «The Ballad of Ira Hayes»                                  | Peter LaFarge          | 4:09         |
| 10. | «Oney»                                                     | Chestnut               | 3:08         |
| 11. | «Man in Black»                                             | Johnny Cash            | 2:53         |
| 12. | «I'm Alright Now»                                          | Hensley                | 2:41         |
| 13. | «Ragged Old Flag»                                          | Johnny Cash            | 3:08         |
| 14. | «I Wish I Was Crazy Again»                                 | McDill                 | 2:44         |
| 15. | «Where Did We Go Right»                                    | Loggins, Schlitz       | 2:58         |
| 16. | «Wanted Man» (live)                                        | Johnny Cash, Bob Dylan | 2:59         |
| 17. | «I Can't Go on That Way» (outtake from The Rambler [1977]) | Johnny Cash            | 2:33         |
| 18. | «Lead Me Gently Home»                                      | Thompson               | 1:59         |